# Hospital Central
Hospital Central (anteriorment Línea Roja) és una sèrie de televisió espanyola que seguia les vides personals i professionals del fictici Hospital Central de Madrid. Telecinco estrenava els nous episodis que dues setmanes més tard són repetits pel canal FDF. AXN va repetir les anteriors temporades.
La sèrie va començar l'any 2000, el 2007 es va convertir en la sèrie de més durada en la televisió espanyola superant 7 vidas, El seu record d'audiència és de 6.527.000 espectadors (35,3% share) el 25 de gener de 2005. i es va tancar en 27 de desembre de 2012.
Al març de 2007, a punt de començar la tretzena temporada de la sèrie, va rebre el seu primer TP d'or a la millor sèrie espanyola. Canal Català emetia capítols d'aquesta sèrie doblats al català.